# Tahoua (regija)
Tahoua je jedna od sedam regija u Nigeru. Glavni grad joj je Tahoua po kojem je dobila i ime.

## Karakteristike
Regija Tahoua nalazi se u središnjem dijelu Nigera, površina joj je 106.677 km² u njoj prema podacima iz 2011. godine živi 2.741.922 stanovnika, dok je prosječna gustoća naseljenosti 26 stanovnika na km².

## Administrativna podjela
Regija je podjeljena na osam Departmana:
- Keita Departman
- Bkonni Departman
- Bouza Departman
- Illela Departman
- Abalak Departman
- Madoua Departman
- Tahoua Departman
- Tchin-Tabaraden Departman

## Granica
Tahoua ima sljedeće granice, uključujući i državne granice:
- - Državna granica:
- Sokoto, Nigerija - jug
- Gao, Mali - sjeverozapad
- Kidal, Mali - sjeverozapad

- - Regijska granica:
- Agadez (regija) -sjeveroistok
- Maradi (regija) - jugoistok
- Dosso (regija) - jugozapad
- Tillabéri (regija) - zapad